# James Reynolds (attore)
James Reynolds (Oskaloosa, 10 agosto 1946) è un attore e produttore cinematografico statunitense.
È noto principalmente per il ruolo di Abe Carver in Il tempo della nostra vita.

## Biografia
James Reynolds è nato il 10 agosto 1946 a Oskaloosa, in Kansas. Ha frequentato la Oskaloosa High School, dove ha praticato football americano e basket. Dopo il diploma si è unito ai Marines, dove ha prestato servizio alle Hawaii, svolgendo anche il ruolo reporter per il giornale di servizio, il Windward Marine. Successivamente, fu inviato a Vietnam, dove rimase per quattro anni. Dopo essere tornato negli Stati Uniti, si è iscritto alla Washburn University di Topeka. Successivamente, ha iniziato a recitare a teatro.

## Carriera
Ha iniziato a recitare nel 1974, nel film A muso duro, diretto da Richard Fleischer. Nel 1977, ha recitato nel film Non rubare... se non è strettamente necessario e nelle serie TV The Krofft Supershow e Keeper of the Wild. L'anno seguente, ha interpretato Wilson nel film La più bella avventura di Lassie. Nel 1979, ha impersonato Ken, in un episodio della terza stagione della serie L'incredibile Hulk. Nello stesso anno, ha avuto un piccolo ruolo nel film C.H.O.M.P.S. Supercane ed ha recitato in alcune puntate della serie TV Il mio amico Arnold. Dal 1990 al 1991, ha interpretato Henry Marshall nella serie Generations. Per la sua interpretazione, nel 1991 è stato candidato come miglior attore protagonista in una serie drammatica ai Daytime Emmy Awards. Successivamente, appare in alcuni episodi di serie TV, tra le quali Hazzard, Nero Wolfe e Cuore e batticuore. Nel 1994, appare in un episodio di Seinfeld. Nel 2021, ha dato la voce al narratore del film The Farm, con Traci Lords. Dal 1981, interpreta Abe Carver, nella soap opera della NBC, Il tempo della nostra vita. Per il ruolo, è stato candidato a quattro Daytime Emmy Awards, riuscendo a vincere come miglior attore protagonista in una serie drammatica nel 2018.

## Vita privata
Fa parte della lista stilata dalla Kansas Historical Society, che include i personaggi più importanti del Kansas. Fra questi sono inclusi anche Dwight Eisenhower, Amelia Earhart, Langston Hughese Barry Sanders. Il 30 settembre 1978, ha sposato Laura Toffenetti. Dopo quattro anni di matrimonio, la coppia ha divorziato 19 luglio 1984. Reynolds, si è risposato il 21 dicembre 1985 con Lissa Layng.

## Filmografia

### Attore

#### Cinema
- A muso duro (Mr. Majestyk), regia di Richard Fleischer (1974)
- Non rubare... se non è strettamente necessario (Fun with Dick and Jane), regia di Ted Kotcheff (1977)
- La più bella avventura di Lassie (The Magic of Lassie), regia di Don Chaffey (1978)
- C.H.O.M.P.S. Supercane (C.H.O.M.P.S.), regia di Don Chaffey (1979)
- The Farm, regia di Tom Logan (2021)

#### Televisione
- Keeper of the Wild - serie TV, episodio 1x01 (1977)
- The Krofft Supershow - serie Tv, 2 episodi (1977)
- Devil Dog: Il cane infernale (Devil Dog: The Hound of Hell), regia di Curtis Harrington - film TV (1978)
- Jennifer - La storia di una donna (Jennifer: A Woman's Story), regia di Guy Green - film TV (1979)
- Time Express - serie TV, 4 episodi (1979)
- L'incredibile Hulk (The Incredible Hulk) - serie TV, episodio 3x01 (1979)
- M Station: Hawaii, regia di Jack Lord - film TV (1980)
- Il mio amico Arnold (Diff'rent Strokes) - serie TV, 3 episodi (1979-1980)
- Hazzard (The Dukes of Hazzard) - serie TV, episodio 3x10 (1981)
- Nero Wolfe - serie TV, episodio 1x01 (1981)
- Cuore e batticuore (Hart to Hart) - serie TV, episodio 2x08 (1981)
- Il tempo della nostra vita (days of Our Lives) - serie TV, 2796 episodi (1981-in corso)
- No Soap, Radio - serie TV, episodio 1x02 (1982)
- Hotline, regia di Jerry Jameson - film TV (1982)
- Autostop per il cielo (Highway to Heaven) - serie TV, episodio 4x14 (1988)
- 227 - serie TV, episodio 5x23 (1990)
- Generations - serie TV, 58 episodi (1990-1991)
- Seinfeld - serie TV, episodio 6x03 (1994)
- Days of Our Lives' 35th Anniversary, regia di Phil Sogard - film TV (2000)
- Promiseland, serie TV, 6 episodi (2021)
- Promiseland, regia di Fred Ashman e Tom Logan - film TV
- Days of Our Lives: Beyond Salem - miniserie TV, 4 episodi (2021)

### Produttore
- Tiddlytubbies - serie TV, 4 episodi (2018)
- Promiseland, regia di Fred Ashman e Tom Logan - film TV (2021)
- Promiseland - serie TV, 5 episodi (2021)

### Doppiatore
- The World's Greatest SuperFriends - serie TV, 2 episodi (1979)

## Riconoscimenti

### Daytime Emmy Awards
- 1991 - Candidatura al miglior attore protagonista in una serie drammatica per Generations
- 2004 - Candidatura al miglior attore non protagonista in una serie drammatica per Il tempo della nostra vita
- 2017 – Candidatura al miglior attore non protagonista in una serie drammatica per Il tempo della nostra vita
- 2018 – Miglior attore protagonista in una serie drammatica per Il tempo della nostra vita
- 2022 – Candidatura al miglior attore protagonista in una serie drammatica per Il tempo della nostra vita